# 波羅的海三國遊擊戰
波羅的海三國遊擊戰，又名森林兄弟抵抗运动，是自1940年至1950年代中期波羅的海地區反对苏联统治的武装斗争。1944年，苏联人占领波罗的海地区之后，激起當地人反抗。据估计，各有1万名游击队员活躍在爱沙尼亚和拉脱维亚，3萬名游击队活躍在立陶宛。游擊战争一直持续到1956年，在蘇聯軍方優勢兵力下游擊隊最終被擊潰。據估算，波羅的海三國遊擊戰規模與活躍在南越的越南南方民族解放陣線相似。